# Liste der Kulturdenkmale in Tastungen
Die Liste der Kulturdenkmale in Tastungen umfasst die als Ensembles, Einzeldenkmale und Bodendenkmale erfassten Kulturdenkmale in der thüringischen Gemeinde Tastungen und ihrer Ortsteile (Stand: 11. Februar 2025).
Die Angaben in der Liste ersetzen nicht die rechtsverbindliche Auskunft der zuständigen Denkmalschutzbehörde.

## Legende
- Bild: zeigt ein Bild des Kulturdenkmals und gegebenenfalls einen Link zu weiteren Fotos des Kulturdenkmals im Medienarchiv Wikimedia Commons
- Bezeichnung: Name, Bezeichnung oder die Art des Kulturdenkmals
- Lage: Wenn vorhanden Straßenname und Hausnummer des Kulturdenkmals; Grundsortierung der Liste erfolgt nach dieser Adresse. Der Link Karte führt zu verschiedenen Kartendarstellungen und nennt die Koordinaten des Kulturdenkmals.
 Kartenansicht, um Koordinaten zu setzen – in dieser Kartenansicht sind Kulturdenkmale ohne Koordinaten mit einem roten bzw. orangen Marker dargestellt und können in der Karte gesetzt werden. Kulturdenkmale ohne Bild sind mit einem blauen bzw. roten Marker gekennzeichnet, Kulturdenkmale mit Bild mit einem grünen bzw. orangen Marker.
- Datierung: gibt das Jahr der Fertigstellung beziehungsweise das Datum der Erstnennung oder den Zeitraum der Errichtung an
- Beschreibung: bauliche und geschichtliche Einzelheiten des Kulturdenkmals, vorzugsweise die Denkmaleigenschaften
- ID: Die ID identifiziert das Kulturdenkmal eindeutig. In Thüringen sind aktuell keine IDs veröffentlicht. In der ID-Spalte kann sich auch folgendes Icon  befinden, dies führt zu Angaben zu diesem Kulturdenkmal bei Wikidata.

## Einzeldenkmale
| Bild                                    | Bezeichnung                                                                   | Lage                                                  | Datierung | Beschreibung | ID |
| --------------------------------------- | ----------------------------------------------------------------------------- | ----------------------------------------------------- | --------- | ------------ | -- |
| Direkt Bild zu diesem Denkmal hochladen | Wohnhaus                                                                      | Dorfstraße 10 Flur 1 / Flurstück(e) 147/4             |           |              |    |
| Direkt Bild zu diesem Denkmal hochladen | Wirtschaftsgebäude                                                            | Ecke 9 Flur 1 / Flurstück(e) 162/4                    |           |              |    |
| Direkt Bild zu diesem Denkmal hochladen | Wegweiserstein                                                                | Ecke o. Nr. Flur 1 / Flurstück(e) 116/9               |           |              |    |
| weitere Bilder Fotos hochladen          | Kirche mit Ausstattung, Kirchhof und Einfriedung / Ev. Pfarrkirche St. Gallus | Quellstraße 11 Flur 1 / Flurstück(e) 138/3 (Karte)    |           |              |    |
| Direkt Bild zu diesem Denkmal hochladen | Warte / Wehnder Warte                                                         | Tastunger Straße o. Nr. Flur 1 / Flurstück(e) 253/108 |           |              |    |

## Bodendenkmale
| Bild                                    | Bezeichnung          | Lage | Datierung | Beschreibung | ID |
| --------------------------------------- | -------------------- | --- | --------- | ------------ | -- |
| Direkt Bild zu diesem Denkmal hochladen | Warte, Wehnder Warte | Unmittelbar westl. an der Straße Tastungen Wehnde. Warte am ehem. Heerweg von Duderstadt nach Worbis. Flur 1 / Flurstück(e) 253/108; 254/108 |           |              |    |